# Franz Schürer (Politiker, 1822)
Franz Schürer, auch Franz de Paula Schürer oder Franz Paul Schürer (* 23. November 1822 in Prag, Böhmen; † 27. Februar 1886 in Stein an der Donau (heute ein Stadtteil von Krems an der Donau)) war Landwirt und Abgeordneter zum Österreichischen Abgeordnetenhaus.

## Leben
Franz Schürer war ein uneheliches Kind von Theresia Kyri (Kyrle), wurde aber vom Vater Josef Schürer, einem Apotheker, legitimiert. Nach dem Besuch eines Gymnasiums in Krems absolvierte er Philosophische Jahrgänge an der Universität Prag und wurde danach Landwirt und Weinbauer in Stein an der Donau und Baumgarten (Gemeinde Mautern). Er war auch Mitgründer der Freiwilligen Feuerwehr und des Vorschussvereins Stein. Er starb laut Sterbeeintrag am 27. Februar 1886 im Alter von 63 Jahren an Erschöpfung der Kräfte infolge eines organischen Herzleidens.
Franz Schürer war von 1861 bis zu seinem Tod im Jahr 1886 Mitglied im Niederösterreichischen Landtag (I., II., III., IV. und V. Wahlperiode), als Abgeordneter der Landgemeinde Krems. Von 1858 bis 1886 war er Bürgermeister von Stein an der Donau.
Er war römisch-katholisch und ab 1844 verheiratet mit Anna Feldmüller, verwitwete Solterer, mit der er aber keine Kinder hatte. Sie brachte allerdings eine Tochter und zwei Söhne aus ihrer erste Ehe mit. Einer dieser Söhne ist schon im Jahr 1859 verstorben.

## Politische Funktionen
Franz Schürer war vom 20. Mai 1867 bis zum 22. Mai 1879 und vom 22. September 1885 bis zu seinem Tod am 27. Februar 1886 Abgeordneter des Abgeordnetenhauses im Reichsrat (II., III., IV., V. und VII. Legislaturperiode) und war dort in der II., III. und IV. Legislaturperiode für die Kurie Niederösterreich, Landgemeinden (St. Pölten, Melk, Herzogenburg, Atzenbrugg, Neulengbach, Hainfeld, Lilienfeld, Kirchberg, Scheibbs, Mank, Gaming, Waidhofen an der Ybbs, St. Peter, Amstetten, Haag, Ybbs, Krems, Mautern, Spitz, Langenlois, Gföhl, Persenbeug, Pöggstall, Kirchberg am Wagram, Zwettl, Großgerungs, Weitra, Ottenschlag, Allentsteig, Waidhofen an der Thaya, Raabs, Dobersberg, Litschau, Schrems) zuständig. Während der V.  und VII. Legislaturperiode war er für die Kurie Niederösterreich, Landgemeinden 3 (Krems, Gföhl, Kirchberg am Wagram, Langenlois, Mautern, Pöggstall, Persenbeug, Spitz, Horn, Eggenburg) zuständig. In der VI. Legislaturperiode musste er sein Mandat an Heinrich Fürnkranz abgeben, er eroberte dessen Mandat aber in seiner letzten (der VII.) Legislaturperiode wieder, konnte sich allerdings krankheitsbedingt nicht mehr aktiv am Parlament beteiligen.

## Klubmitgliedschaften
Franz Schürer war ab 1867 im Herbst-Kaiserfeld'schen Klub, ab dem 2. Oktober 1867 im Klub der Linken, ab dem 27. Januar 1869 im Klub der neuen Linken, ab Ende April 1871 im Klub der äußersten Linken, ab dem 17. Januar 1872 im Klub der Verfassungspartei, ab 1873 im Fortschrittsklub, ab dem 13. November 1876 fraktionslos, ab dem 1. Februar 1877 wieder im Klub der Linken, ab dem 10. Mai 1879 erneut fraktionslos und ab 1885 im Deutschösterreichischen Klub.